# 范梵志
范梵志（？—629年），一作商菩跋摩（Sambuvarman），是林邑國第四王朝第二代君主。
隋大业元年（605年）二月，隋煬帝以林邑國缺朝貢之禮為由，遣大將刘方率軍進攻林邑，渡奢黎江，與梵志交戰。因林邑士兵騎巨象，劉方初戰不利。劉方命隋軍多掘小坑，以草掩蓋，隨後再向林邑挑戰。隋軍佯敗後退，梵志率軍追擊，所騎大象多陷於坑中，林邑大敗。五月，劉方兵臨林邑都城城下，梵志棄城逃入海中。隋军班师后，立即收复故地复国，随后奉表向隋煬帝謝罪，此後林邑國向中國朝貢不絕。
武德6年（623年）、武德8年（625年），梵志兩次向唐朝遣使朝貢。
| 前任： 高式律陀羅跋摩 | 林邑國國王 約605年以前—629年 | 繼任： 范頭黎 |